# Blanice (Sázava)
Die Blanice, auch Vlašimská Blanice, (deutsch Blanitz) ist ein linker Zufluss der Sázava in Tschechien.
Sie entspringt südlich des Dorfes Blanička, Gemeinde Rodná im Okres Tábor. Die Quelle der Blanice liegt in einer Höhe von 673 m n.m. im Naturpark Polánka am Nordosthang des Hügels Batkovy (721 m).
An ihrem Lauf nach Norden liegen die Orte Dolní Hrachovice, Blanice, Mladá Vožice, Šebířov, Skrýšov, Kamberk, Předbořice und Louňovice pod Blaníkem.  Dort fließt die Blanice in Mäandern am westlichen Fuße des Velký Blaník (631 m) vorbei.
Flussabwärts folgen die Ortschaften Ostrov, Hradiště, Polánka, Znosim, Vlašim und Libež. Östlich der Gemeinde Všechlapy überquert die Autobahn D 1 am Fuße des Hůrka (433 m) den Fluss.
Nach 66 Kilometern mündet die Blanice zwischen Soběšín und Český Šternberk in einer Höhe von 302 m n.m. gegenüber der Siedlung Čejkovice in die Sázava. Der Fluss überwindet einen Höhenunterschied von 371 Metern und hat ein Einzugsgebiet von 543 km².

## Zuflüsse
- Mindlovka (l), unterhalb Dolní Hrachovice
- Koutecký potok (r), bei Mladá Vožice
- Pravětický potok (r) bei Laby
- Zvěstovský potok (l), oberhalb Louňovice pod Blaníkem
- Chotýšanka (l), bei Libež